# Rainis-Denkmal

Rainis-Denkmal, 2018

Das Rainis-Denkmal ist ein Denkmal für den lettischen Dichter und Politiker Rainis in der lettischen Hauptstadt Riga.

## Lage
Das Denkmal befindet sich im südwestlichen Teil des Parks Esplanade nordöstlich der Rigaer Altstadt, nördlich des Kalpak-Boulevards (lettisch Kalpaka bulvaris). Es bildet dabei den nordwestlichen Abschluss einer repräsentativ gestalteten, auf das Denkmal zulaufenden Grünanlage.

## Gestaltung und Geschichte
Das monumentale Denkmal wurde am 11. September 1965 enthüllt. Der Entwurf geht bereits auf das Jahr 1957 zurück und stammte vom Bildhauer Kārlis Zemdega. Die Umsetzung erfolgte durch seine Schüler Aivars Gulbis und Laimonis Blumbergs. Als Architekt war Dzintars Driba beteiligt. Es entstand eine Rainis auf einem Sockel sitzend darstellende überlebensgroße Skulptur aus rötlichem und damit warm wirkenden Granit. Die Gestaltung des fünf Meter hohen Denkmals soll dabei auf das Werk Rainis Bezug nehmen und Ruhe und Konzentration ausstrahlen.
Auf der linken Seite des Denkmals befindet sich die schlichte Namensinschrift:
RAINIS
Am 29. Oktober 1998 wurde die Parkanlage Esplanade mit dem darin befindlichen Denkmal unter der Nummer 7863 in das lettische Denkmalverzeichnis eingetragen. Im Jahr 2007 wurde das Denkmal restauriert.